# 寛政インターチェンジ
座標: 北緯35度6分4.1秒 東経136度52分14.4秒 / 北緯35.101139度 東経136.870667度
寛政インターチェンジ（かんせいインターチェンジ）とは、愛知県名古屋市港区にある名四国道（国道23号）のインターチェンジである。環状線（名古屋市道名古屋環状線）と接続する。この道路は上更交差点で名岐バイパス（国道22号）に合流し一宮、岐阜などの内部への重要な輸送ルートであり、交通量はかなり多い。

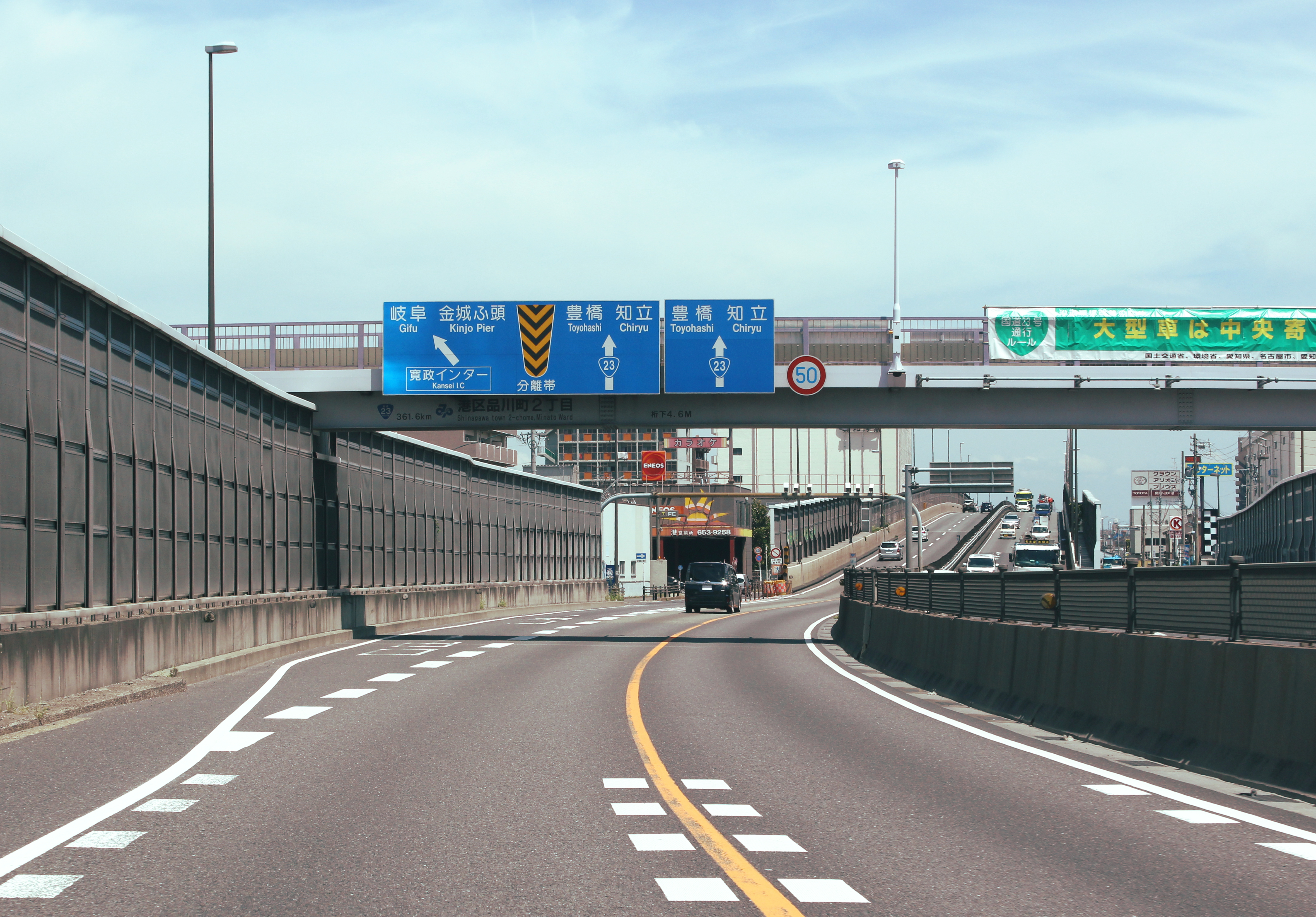
出口への本線分岐路

## 道路
- 名四国道（国道23号）
- 環状線（名古屋市道名古屋環状線）

## 歴史
- 1963年2月26日 : 当IC〜四日市市袋町が供用開始。
- 1972年10月5日 : 当IC〜豊明市栄町が供用開始。（全通）

## 周辺
- 名古屋港金城埠頭地区
- 名古屋競馬場
- イオンモール名古屋みなと
- 荒子川公園
- 名古屋臨海高速鉄道あおなみ線 荒子川公園駅
- カネスエ砂美店
- メガコンコルド1220名古屋みなと23号通り店
- ニトリ名古屋みなと店

## 隣
名四国道（国道23号）
築地口IC - 寛政IC - 十一屋交差点 - ＜断続的に交差点＞ - 藤前流通団地IC